# USS Atlanta (CL-104)
Pour les autres navires du même nom, voir USS Atlanta.
L'USS Atlanta (CL-104) est un croiseur léger de classe Cleveland entré en service dans l'United States Navy durant la Seconde Guerre mondiale.

## Caractéristiques
La classe Cleveland est la classe de croiseurs la plus nombreuse jamais construite : ce sont 29 navires (dont 2 substantiellement modifiés) sur les 52 initialement prévus qui entrent en service dans l'United States Navy, plus 9 autres convertis en porte-avions légers. Ils sont conçus pour respecter le second Traité naval de Londres signé en 1936. Le blindage est sensiblement le même que la classe précédente, la classe St. Louis. L'armement principal de l'Atlanta est constitué de quatre tourelles triples de canons de 6 pouces de 47 calibres. Six tourelles doubles de canons de 5 pouces de 38 calibres à usage double sont installées en diamant afin de couvrir une large zone. Enfin, l'armement antiaérien est composé de quatre tourelles quadruples et six tourelles doubles de canons de 40 mm Bofors et de 10 canons de 20 mm Oerlikon.

## Histoire

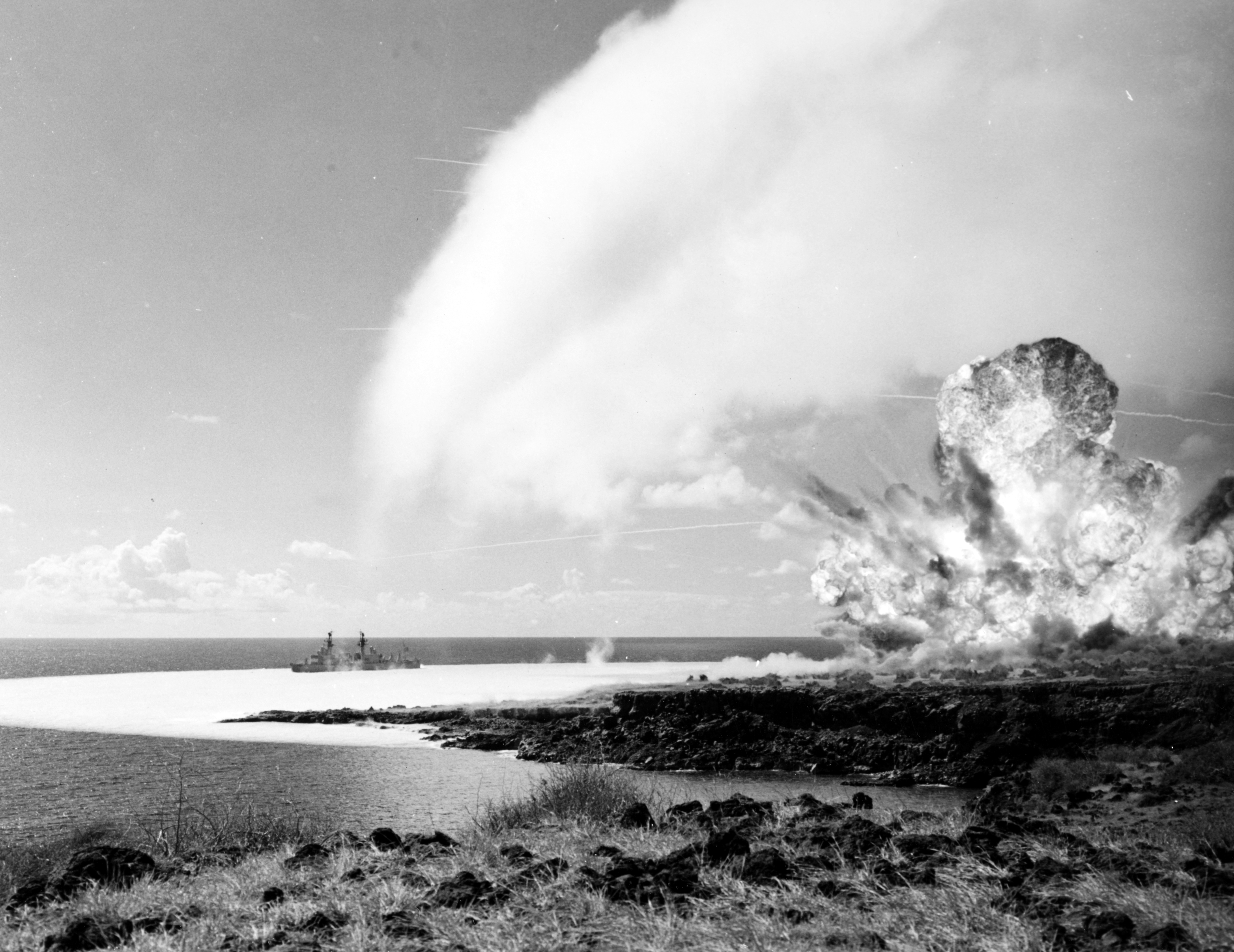
L'USS Atlanta lors de l'opération Sailor Hat en 1965, détonation de 500 tonnes de TNT au large de l'île de Kahoolawe dans l'archipel d'Hawaï.

L'Atlanta est lancé fin 1944 et rejoint la Task Force 38 en mai 1945, participant notamment aux bombardements navals alliés sur le Japon. Retiré du service actif en 1949, il sert de navire de test dans les années 1960, avant d'être coulé lors d'expérimentations le 1er octobre 1970.

## Récompenses
L'USS Atlanta a reçu deux battle stars pour son service lors de la Seconde Guerre mondiale.